# 錢鳳
錢鳳（？年—324年），字世儀，吳興人，王敦的謀士。

## 生平

### 王敦之亂
太寧元年（公元323年），王敦謀求篡位，王敦侄兒王允之聽到錢鳳與王敦討論奪權的計劃，王允之後即告訴父親王舒，王舒於是與王導一同報告司馬紹，暗中作好準備。
會稽內史周札一族中有五人封侯，勢力強盛，吳地人士無人可以比擬，王敦為此忌憚。王敦患病後，錢鳳勸王敦早日除滅周氏，得到王敦贊同。
太寧二年（公元324年），王敦誣陷周嵩與侄兒周莚和李脫勾結，密謀不軌，因而逮捕二人，殺害於軍中。又派參軍賀鸞到吳地找沈充，把周札所有兄長的兒子盡數殺死，隨即進兵攻襲會稽，周札在戰中遇害。
王敦病情加劇，矯詔任命王應為武衛將軍，做自己的副手，命王含為驃騎大將軍、開府儀同三司。錢鳳對王敦說：“倘若您遭遇不幸，能否將把身後之事託與王應？”王敦說：“非常之事，不是平常人能夠勝任。王應年輕，哪能承擔大事！我死以後，不如遣散兵眾，歸順朝廷，以保全門戶，這是上策；退回武昌，集中兵力自守，給朝廷貢品無所缺，這是中策；趁我仍活著，傾兵之力攻打京城，寄望僥倖獲勝，這是下策。”錢鳳對其黨羽說：“王敦所謂下策，其實才是上策。”於是與沈充謀議，等王敦一死便作亂。
當初，晉明帝親近中書令溫嶠，王敦不滿，請溫嶠出任左司馬。溫嶠便假裝恭敬，治理王敦府事，為王敦出謀劃策。又與錢鳳結為深交，為錢鳳揚名，常常說：“錢世儀精神滿腹。”溫嶠素有善於知人、褒獎後進的美名，錢鳳甚為喜悅，盡力與溫嶠結好。恰逢丹楊尹職位空缺，溫嶠推薦錢鳳，錢鳳也推薦溫嶠，溫嶠假意推辭，王敦最終決定命溫嶠赴任以監視朝廷的動向。溫嶠卻向司馬紹告發王敦奪位的圖謀，王敦聽說後大怒，寫信給王導宣稱要親自拔掉溫嶠的舌頭。司馬紹下令討伐，並偽稱王敦己死，激厲起士氣並派兵討伐王敦的部眾。此時王敦病重，根本不能統率軍隊，於是以誅溫嶠等奸臣為名，以王含為元帥，令錢鳳、鄧嶽、周撫等率軍攻向建康。錢鳳等人率軍到建康，卻屢遭司馬紹親率的軍隊擊敗。此時王敦逝世。
沈充與王含軍會合後，司馬顧颺獻出上中下三策，上策為以玄武湖水淹浸建康，並借水勢用水軍直接進攻；中策為聯結王含軍的力量一同進攻；下策則為誘殺錢鳳，向朝廷投降。但三項計劃都沒獲沈充接納。
劉遐、蘇峻等率領精兵萬人到建康。沈充、錢鳳想乘著北方軍隊剛到疲困之機進行攻擊，沈充、錢鳳從竹格渚渡過秦淮河，護軍將軍應詹、建威將軍趙胤等人抵抗失利，沈充和錢鳳攻至宣陽門，拔除防禦柵欄，正要攻戰，劉遐、蘇峻從南塘側面攻擊，重創沈充、錢鳳，渡河溺死達三千多人。劉遐後來又在青溪大敗沈充。尋陽太守周光聽說王敦起兵，率一千多人趕來，到達後求見王敦，但王應以王敦患病而推卻，周光於是推論王敦已死，向兄長周撫說：「王敦已死，你為何仍與錢鳳等人一起做逆賊？」各部眾聽後都感到愕然。
王含等人燒毀營帳，連夜遁逃。明帝大赦天下罪犯，王敦的黨羽不在此列。明帝命庾亮督蘇峻等人追逃到吳興的沈充、令溫嶠督察劉遐等追擊逃往江寧的王含、錢鳳，又令諸將追捕王敦餘黨。錢鳳後來逃到闔廬州，周光將他斬首。